# پرتره یک زن ناشناس
پرتره یک زن ناشناس، همچنین با نام زن ناشناس، یک خانم یا غریبه ناشناس (روسی: Неизвестная، ت. «Neizvestnaya») یک نقاشی رنگ روغن اثر هنرمند روسی ایوان کرامسکوی است که در سال ۱۸۸۳ کشیده شده است. مدل، که هویتش ناشناخته است، زنی با «قدرت آرام و نگاهی صریح» است. این یکی از شناخته‌شده‌ترین آثار هنری روسیه است، اگرچه تعدادی از منتقدان هنگام اولین نمایش این نقاشی خشمگین شدند و آنچه را که به عنوان تصویری از یک زن متکبر و غیراخلاقی می‌دیدند، محکوم کردند. محبوبیت آن با تغییر در سلیقه عمومی افزایش یافته است.
این نقاشی در گالری ترتیاکوف، مسکو، آویزان است، در حالی که نسخه قدیمی‌تر آن، که آن هم مربوط به سال ۱۸۸۳ است، در کونست‌هاله کیل نگهداری می‌شود.

## توضیحات و پذیرایی

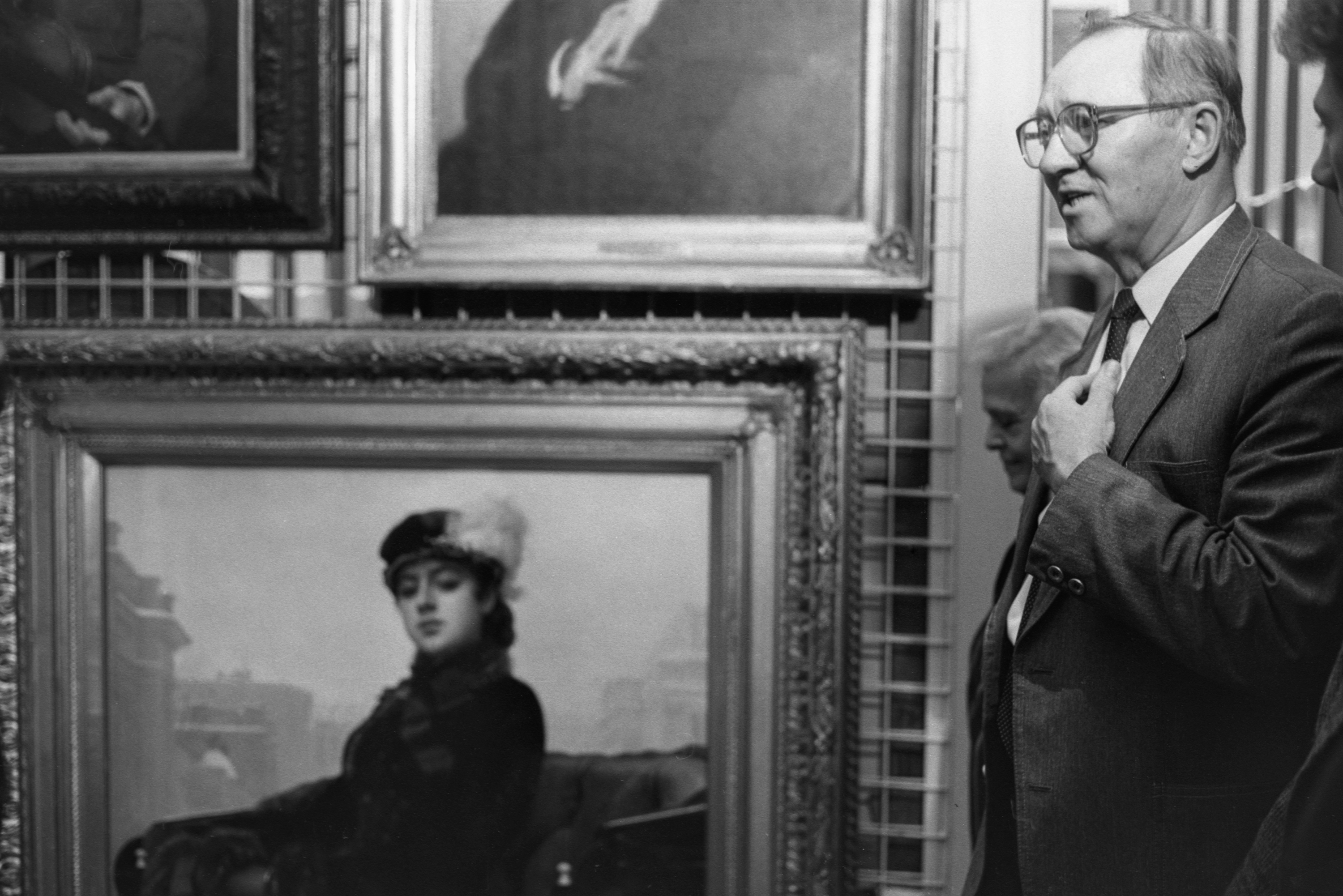
یوری کورولف، مدیر گالری ترتیاکوف، در حال ارائه نقاشی در انبار در طول بازسازی ساختمان اصلی گالری، اوت ۱۹۹۱

پرتره یک زن ناشناس عناصر این ژانر و سنت‌های پرتره در هنر را با هم ترکیب می‌کند. او لباسی از خز سیاه و کت مخمل، کلاه خز و دستکش‌های چرمی به تن دارد. زن روی یک کالسکه روباز در پل آنیچکوف در سن پترزبورگ نشسته است. هویت این زن توسط مورخان هنر مشخص نشده است. کرامسکوی این نقاشی را ناشناس نامید و در هیچ یک از نامه‌ها یا خاطرات خود از او نامی نبرده است، که منجر به گمانه‌زنی‌های زیادی شده و به شهرت بسیار مرموز این نقاشی کمک کرده است.

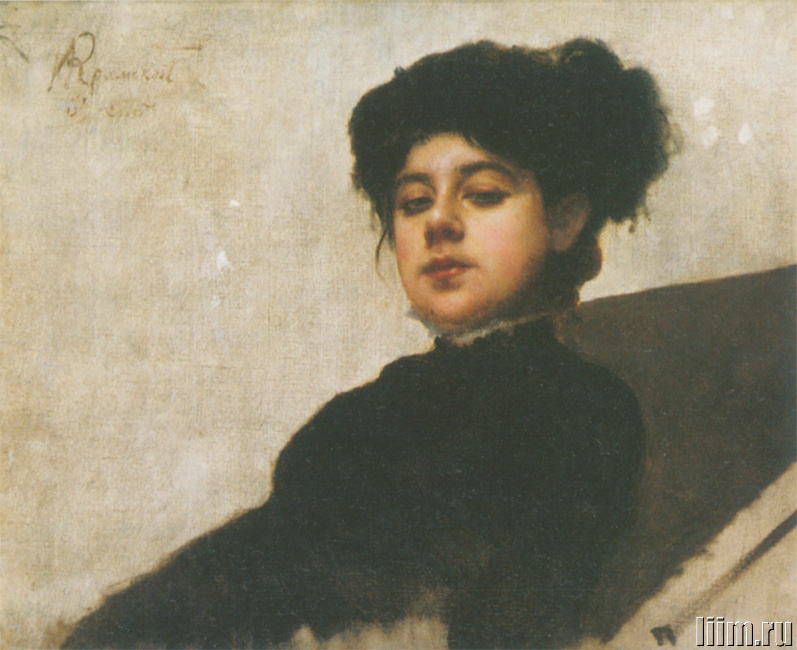
مطالعه مقدماتی

این پرتره در اواخر زندگی کرامسکوی نقاشی شده است. او کار خود را به عنوان یک شورشی که خارج از چارچوب‌های رسمی فعالیت می‌کرد، آغاز کرده بود و خیلی زود از آکادمی روسیه اخراج شد. تا سال ۱۸۸۳، او در اوج شهرت و اعتبار خود بود و در بالاترین سطح حمایت‌ها کار می‌کرد و پرتره‌هایی از تزار الکساندر سوم و همسرش ماریا فئودوروونا خلق می‌کرد. او همچنین یکی از بنیانگذاران و رهبران گروه «سرگردان» بود.
با این حال، «پرتره یک زن ناشناس» در اولین نمایش خود جنجالی به پا کرد، بیشتر به دلیل موضوع اثر تا زیبایی‌شناسی آن. تعدادی از منتقدان گمان کردند که این زن یک فاحشه است. یکی از منتقدان این نقاشی را به عنوان تصویری از «یک زن عشوه‌گر در کالسکه» توصیف کرد، در حالی که دیگری نوشت: «زنی با زیبایی تحریک‌آمیز، تماماً با مخمل و خز، که از کالسکه‌ای مجلل نگاهی شهوانی و تمسخرآمیز به شما می‌اندازد - آیا این یکی از فجایع شهرهای بزرگ نیست که به زنان حقیر اجازه می‌دهند با لباس‌هایی که به قیمت عفت زنانه‌شان خریداری شده‌اند، به خیابان‌ها بیایند؟» کرامسکوی اظهار داشت: «بعضی‌ها گفته‌اند که مشخص نیست این زن کیست. آیا او نجیب است یا خودش را می‌فروشد؟ اما در درون او یک دوره کامل وجود دارد.»
پاول ترتیاکوف از خرید نقاشی برای ترتیاکوف خودداری کرد. با این حال، محبوبیت این نقاشی به سرعت افزایش یافت، تا حدی به این دلیل که زیبایی گناه به موضوعی محبوب در بین نسل بعدی هنرمندان روسی تبدیل شد. این اثر به عنوان «به‌طور غیرمعمول روشن، با نقاشی متراکم و آرام توصیف شده است. کرامسکوی به وضوح سعی داشت با تسلط برجسته نقاشی خود بدرخشد.»
این نقاشی به عنوان جلد برخی از نسخه‌های آنا کارنینا اثر لئو تولستوی استفاده شده است. در سال ۲۰۰۸، والری هیلینگز، متصدی موزه گوگنهایم، اظهار داشت که «بسیاری از مردم فکر می‌کنند که او تا حدودی شبیه آنا کارنینا است. او آن حس خاص، آن روسی بودن خاص را دارد.»